# Blow Your Mind (Mwah)
Singles de Dua Lipa
Hotter than Hell
(2016) No Lie
(2016)
Clip vidéo
[vidéo] « Blow Your Mind (Mwah) », sur YouTube
Blow Your Mind (Mwah) est une chanson de la chanteuse anglaise Dua Lipa parue sur son premier album studio éponyme. Elle est sortie le 25 août 2016 en tant que cinquième single de l'album. Blow Your Mind (Mwah) est écrite par Dua Lipa, Lauren Christy et Jon Levine, ce dernier a également produit la chanson. 

## Accueil commercial
Le single s'est classé à la 30e place du classement britannique UK Singles Chart, aux États-Unis, il atteint la 72e place du Billboard Hot 100, devenant ainsi la première chanson de Dua Lipa à figurer dans ce pays. Le single a également atteint la première place du classement Billboard Hot Dance Club Songs, devenant le premier single numéro un de Dua Lipa sur ce classement.

## Crédits
Crédits provenant des notes d'accompagnement de Dua Lipa.
Enregistrement
- Enregistré aux studios The Synagogue, Los Angeles
- Voix enregistrées au TaP Studio / Strongroom 7, Londres
- Mixage aux MixStar Studios, Virginia Beach, Virginie
- Mastérisé au Sterling Sound, ville de New York

Personnel
- Dua Lipa : voix, écriture
- Jon Levine : production, écriture, ingénieur du son, clavier, Rhodes, basse, guitare, programmation de batteries
- Lauren Christy : écriture
- Serban Ghenea : mixage audio
- John Hanes : ingénieur du mixage
- Chris Gehringer : mastering

## Classements et certifications

### Classements
| Classement (2016-18)                    | Meilleure position |
| --------------------------------------- | ------------------ |
| Australie (ARIA)                        | 59                 |
| Belgique (Flandre Ultratop 50 Singles)  | 44                 |
| Belgique (Wallonie Ultratop 50 Singles) | 37                 |
| Colombie (National-Report)              | 88                 |
| Corée du Sud (Gaon)                     | 65                 |
| Écosse (OCC)                            | 15                 |
| États-Unis (Hot 100)                    | 72                 |
| États-Unis (Dance Club Songs)           | 1                  |
| États-Unis (Pop Airplay)                | 23                 |
| Finlande Airplay (Radiosoittolista)     | 31                 |
| Hongrie (Rádiós Top 40)                 | 8                  |
| Irlande (IRMA)                          | 40                 |
| Nouvelle-Zélande Heatseekers (RMNZ)     | 6                  |
| Portugal (AFP)                          | 99                 |
| Royaume-Uni (UK Singles Chart)          | 30                 |
| Slovaquie (IFPI Singles Digitál)        | 85                 |
| Ukraine (FDR Dance Top 20)              | 2                  |
| Venezuela English (Record Report)       | 29                 |

| Classement (2017)                 | Position |
| --------------------------------- | -------- |
| États-Unis (Hot Dance Club Songs) | 21       |

### Certifications
| Région | Certification | Ventes/Streams |
| --- | ------------- | -------------- |
| Canada (Music Canada)                                                                                            | Platine       | 80 000^        |
| États-Unis (RIAA)                                                                                                | Or            | 500 000^       |
| Italie (FIMI) | Or            | 25 000‡        |
| Royaume-Uni (BPI)                                                                                                | Platine       | 600 000‡       |
| ^Mise en rayon selon la certification xNon précisé par la certification ‡ventes/streaming selon la certification |               |                |

## Historique de sortie
| Région | Date         | Format                    | Version   | Label            | Réf    |
| ------ | ------------ | ------------------------- | --------- | ---------------- | ------ |
| Divers | 26 août 2016 | Téléchargement, streaming | Originale | Dua Lipa Limited | [ 25 ] |